# The Days (série télévisée, 2023)
Pour les articles homonymes, voir The Days.
The Days est une mini-série japonaise en 8 épisodes, créée par Jun Masumoto et diffusée le 1er juin 2023 sur Netflix. Il s'agit de l'adaptation du livre On the Brink: The Inside Story of Fukushima Daiichi (死の淵を見た男 吉田昌郎と福島第一原発) de Ryusho Kadota, basé sur la catastrophe nucléaire de Fukushima survenue après le tsunami du 11 mars 2011.

## Synopsis
À la suite du tsunami du 11 mars 2011 sur la côte Pacifique du Japon, une vague atteint la centrale nucléaire de Fukushima Daiichi. La série met en scène les personnes impliquées sur une durée de 7 jours.

## Distribution
- Kōji Yakusho : Masao Yoshida
- Yutaka Takenouchi : Maekawa
- Fumiyo Kohinata : Azuma
- Kaoru Kobayashi : Furuya
- Takuma Otoo : Kinoshita
- Ken Mitsuishi : Murakami

## Épisodes
1. La centrale nucléaire de Fukushima-Daiichi est inondée
2. Inutile d'évacuer
3. Les émissions radioactives seront minimales
4. Cela voudrait dire abandonner Fukushima
5. Notre entreprise est folle
6. Je ne peux plus en sortir vivant
7. Préparez un scénario d'évacuation
8. Une hypothèse prévoyant l'effondrement du Japon